# Isparta Spartans
Gli Isparta Spartans sono una squadra di football americano di Isparta, in Turchia.

## Dettaglio stagioni

### Tornei nazionali

#### Campionato

##### 1. Lig
| Stagione | regular season | regular season | regular season | regular season | regular season | regular season | playoff | playoff | playoff | playoff | playoff | playoff   | playoff    |
|          | Vin            | Par            | Per            | Tot            | PF             | PS             | Vin     | Per     | Tot     | PF      | PS      | risultato | avversaria |
| -------- | -------------- | -------------- | -------------- | -------------- | -------------- | -------------- | ------- | ------- | ------- | ------- | ------- | --------- | ---------- |
| 2012-13  | 2              | 0              | 5              | 7              | 110            | 156            | -       | -       | -       | -       | -       | -         | -          |
| Totale   | 2              | 0              | 5              | 7              | 110            | 156            | -       | -       | -       | -       | -       |           |            |

Fonti: Enciclopedia del Football - A cura di Massimo Mezzetti

##### 2. Lig
| Stagione | regular season | regular season | regular season | regular season | regular season | regular season | playoff | playoff | playoff | playoff | playoff | playoff   | playoff    |
|          | Vin            | Par            | Per            | Tot            | PF             | PS             | Vin     | Per     | Tot     | PF      | PS      | risultato | avversaria |
| -------- | -------------- | -------------- | -------------- | -------------- | -------------- | -------------- | ------- | ------- | ------- | ------- | ------- | --------- | ---------- |
| 2015     | 0+?            | 0+?            | 1+?            | 5              | 8+?            | 14+?           | ?       | ?       | ?       | ?       | ?       | ?         | ?          |
| 2019     | 2              | 0              | 2              | 4              | 71             | 48             | -       | -       | -       | -       | -       | -         | -          |
| Totale   | 2+?            | 0+?            | 3+?            | 9              | 79+?           | 62+?           | ?       | ?       | ?       | ?       | ?       |           |            |

Fonti: Enciclopedia del Football - A cura di Massimo Mezzetti